# Høje Søborg Øst
Høje Søborg Øst er boligområde i Søborg der består af et fem-etagers etagehus med bagvedliggende rækkehuse i tre rækker, med tilhørende fællesareal med legeplads og boldbane. Underetagen består af butikker, mens resten af etagerne er leje-lejligheder.
Bebyggelsen ligger på Søborg Torv.
Høje Søborg Øst er opført i 1984. Etagehusets ind-placering hævet over hovedgaden vanskeliggør imidlertid en hensigtsmæssig tilknytning til det oprindelige torv. En medvirkende årsag til dette er Søborg Hovedgade, der deler det samlede Søborg Torv i to dele. De tre bebyggelsers facader udgør torvets vægge.

## Eksterne links
Høje Søborg Øst, ejendomskontor
Street View af etagehuset i Høje Søborg Øst
Street View af rækkehusene bag ved etagehuset
Christianebo Integrerede Institution Arkiveret 1. januar 2014 hos  Wayback Machine